# Tigresses de Thiès
Actualités
Dernière mise à jour : 04 juin 2025.
Le club des Tigresses de Thiès est un club sénégalais féminin de football basé à Thiès.

## Histoire
Les Tigresses de Thiès remporte leur première coupe du Sénégal en 1994, la première de la compétition. puis par la suite en 2013 et 2014 .
En 2025 ils sont promu en D1 sénégalais, À la suite d’une victoire au barrage.

## Palmarès
- Coupe du Sénégal :
  - Vainqueur : 1994, 2013 et 2014